# 阿爾斯通·斯科特·豪斯霍爾德
阿爾斯通·斯科特·豪斯霍爾德（英語：Alston Scott Householder，1904年5月5日—1993年7月4日）是一名美國數學家，專攻數理生物學和數值分析。
他是豪斯霍爾德變換和豪斯霍爾德方法的發明者。

## 職業生涯
豪斯霍爾德出生於伊利諾州羅克福德。他於1925年獲得伊利諾州西北大學哲學學士學位，1927年獲得康乃爾大學哲學碩士學位。1937年，他芝加哥大學攻讀博士學位，同時教授數學。他的論文主題是微積分變分法。
獲得博士學位後，豪斯霍爾德專注於數理生物學領域，與芝加哥大學的尼古拉斯·拉舍夫斯基等幾位研究人員合作。
1946年，豪斯霍爾德加入橡樹嶺國家實驗室數學部，1948年被任命為該部主席；在此期間，他的興趣轉向數值分析。1969年，他離開橡樹嶺國家實驗室，成為田納西大學的數學教授，並最終成為該校的主席。1974年，他退休後前往加州馬里布居住。
豪斯霍爾德以不同的方式為研究組織做出了貢獻。他曾擔任工業與應用數學學會（SIAM）和计算机协会（ACM）的主席。他是《心理測量學》、《Numerische Mathematik》、《線性代數及其應用》等雜誌的編輯委員會成員，也是《SIAM數值分析雜誌》的主編。他以關鍵字索引的形式公開了他在數值線性代數方面的大量個人書目。他還組織重要的加特林堡會議（Gatlinburg Conferences），這些會議現在仍以Householder Symposia的名義舉行。

## 個人生活
豪斯霍爾德的青年時代是在阿拉巴馬州度過的。他的第一任妻子是貝爾·豪斯霍爾德（Belle Householder），1984年與海蒂·豪斯霍爾德（Heidi Householder）再婚。1993年，他在加州馬里布去世，享年89歲。

## 部分著作
- Discussion of a set of points in terms of their mutual distances （页面存档备份，存于）, 1938:[4] pioneer paper in multidimensional scaling (See also, M.W. Richardson)
- The theory of matrices in numerical analysis, 1964

## 外部連結
- 約翰·J·奧康納; 埃德蒙·F·羅伯遜, ,  （英语）
- 阿爾斯通·斯科特·豪斯霍爾德在數學譜系計畫的資料。
- Biography by  G. W. Stewart